# Dan porodice (strip)
Dan porodice je epizoda Dilan Doga objavljena u Srbiji premijerno u svesci #157. u izdanju Veselog četvrtka. Sveska je objavljena 20.02.2020. Koštala je 270 din (2,3 €; 2,7 $). Imala je 94 strane.

## Originalna epizoda
Originalna epizoda pod nazivom Il giorno della famiglia objavljena je premijerno u br. 366. regularne edicije Dilana Doga u Italiji u izdanju Bonelija. Izašla je 28.02.2017. Naslovnu stranicu je nacrato Gigi Cavenago. Scenario je napisao Rikardo Seki, a epizodu nacrtali Valerio Pičoni i Mauricio di Vičenco. Koštala je 3,9 €.

## Kratak sadržaj
Istražujući nemirni duh devojke koji toliko ometa g-đu Trelkovski, Dilan će završiti u malom gradiću Rojstonu. Mirni provincijski grad biva uznemiren zbog krađe leševa sa groblja, a to čini četvoročlana grupa hipika koji su obučeni kao Bitlsi 60-ih. Ova grupica hipika biva inspirisana delima Čarsla Mensona, još jednog morbidnog poštovaoca Bitlsa koji je tokom 60-ih bio podstrekač brutalnih brutalnih ubistava u Americi.

## Ponovo pojavljivanje Marije Trelovski
U ovoj epizodi vraća se Marija Trelkovski, medijum koji priziva duhove. U ovoj epizodi će ona biti ta koja će unajmiti Dilana. Naime, duh jedne devojke stalno prekida sve njene seanse i rituale.

## Inspiracija književnošću i popularnom kulturom
Naslovna stranica je inspirisana omotom čuvenog albuma grupe Beatles - Sgt. Pepper's Lonely Heart Club Band iz 1967. godine. Među istorijskim ličnostima koje ne nalaze na naslovnici (gornji red s leva na desno) su Alister Crowley, glumac Mae West, komičar Leni Brus, komprozitor Štokhauzen i naučnih Karl G. Jung i pisac Edgar Alan Po. Poslednji u gornjem redu je Bob Dylan, koji je te godine (2017. dobio Nobelovu nagradu. U donjem redu nailazimo na Beardsleyja, Hakslija, Dilan Tomasa, Merlin Monro, William Bourroughsa, te Marksa i Velsa, dva pomoćna glumca za Dilana. U trećem radu odozdo nadole, nalaze se Oskar Vajhld, Luis Kerol,... Levo od kostura obučenih u odela nalaze se i voštane figure pravih Bitlsa.
Trudna policijska narendnica Dan je očigledno aluzija na Mardž Grandeson iz filma Fargo braće Koen.

## Dramaturgija i crtež epizode
Prvi narativni tok protiče sporo, sa nultom akcijom i pod velom misterije, dok drugi u kome Dilan istražuje biva krešendo ove epizode. Seki tka sasvim konzistentnu i logičnu priču, pokazujući neverovatno samopouzdanje i razumevanje Dilana i sporednih likova ovog serijala. Crtež je takođe podeljen u dva stila, što je takođe bio slučaj sa skorašnjim DD epizodama. Prošlost i sadašnjost predstavljeni su na dva načina. Prošlost je predstavljena zaobljenim uglovima i mekim linijama, neke panorame su gotovo filmske, dok je sadašnjost oštra i konkretna i taj Pičonijev stil odgovara senzibilitetu Sekija kao pisca. U svojoj tehnici Pičoni se oslanja na klasični stil crtanja sličan starim DD epizodama.

## Scenarijski prevenac
Ovo je prva epizoda za koju je scenario napisao Rikardo Seki, sin čuvenog Lučijana Sekija, (Max Bunker), scenariste stripa Alan Ford. Seki je već duže vreme angažovan na stripu Nathan Never.